# Griffons
I Griffons sono una squadra provinciale sudafricana di rugby a 15 che partecipa annualmente alla Currie Cup e al Rugby Challenge. Essi rappresentano una porzione della parte orientale della provincia di Free State e disputano le proprie gare interne al North West Stadium di Welkom, città sede della Griffons Rugby Union.

## Storia
La squadra venne fondata nel 1968 per iniziativa dell'allora presidente della Federazione sudafricana di rugby Danie Craven, nel tentativo di espandere il gioco del rugby all'interno delle aree rurali del Sudafrica. In origine la squadra era chiamata Northern Free State, assunse la denominazione attuale a partire dal 1999.